# Parels
Parels is het eerste album van Karen, Kristel en Kathleen van de eerste K3-bezetting. Het album bevat elf liedjes, waaronder het gelijknamige "Parels" en "Heyah mama", de eerste hit van de groep.

## Geschiedenis
Het album kwam uit op 7 oktober 1999. Het kwam ruim een week later binnen in de Vlaamse Ultratop 50/100 en bleef 26 weken in deze hitlijst staan met als hoogste positie nummer 2. In Nederland kwam het album de hitlijsten niet binnen.
In 2000 werd Parels opnieuw uitgebracht als dubbelalbum onder de titel Parels 2000. Deze versie bevatte een extra cd met geremixte en karaoke-versies van de liedjes. Op 11 augustus 2008 volgde een nieuwe heruitgave (nu weer onder de titel Parels), wederom als dubbelalbum met op de tweede schijf meezingversies van de liedjes.
In 2023 werd het album ook in gelimiteerde uitgave uitgebracht op langspeelplaat. Het vinyl van deze plaat is blauw gekleurd.

## Tracklist
1. Yeke yeke
2. Wat ik wil
3. Heyah mama
4. Op elkaar
5. Parels
6. I love you baby
7. Ik kom tot leven
8. Altijd van je dromen
9. Geen tweede keer
10. Zonder jou
11. Oh ja

## Singles van het album
1. Wat ik wil
2. Heyah mama
3. Yeke yeke
4. I love you baby

## Videoclips uit het album
1. Heyah mama
2. Yeke yeke
3. Op elkaar
4. I love you baby
5. Wat ik wil
6. Oh ja

## Hitnotering
Vlaamse Ultratop 50/100
| Parels in de Ultratop 50/100 - binnen: 16-10-1999/Laatste notering 08-04-2000 | Parels in de Ultratop 50/100 - binnen: 16-10-1999/Laatste notering 08-04-2000 | Parels in de Ultratop 50/100 - binnen: 16-10-1999/Laatste notering 08-04-2000 | Parels in de Ultratop 50/100 - binnen: 16-10-1999/Laatste notering 08-04-2000 | Parels in de Ultratop 50/100 - binnen: 16-10-1999/Laatste notering 08-04-2000 | Parels in de Ultratop 50/100 - binnen: 16-10-1999/Laatste notering 08-04-2000 | Parels in de Ultratop 50/100 - binnen: 16-10-1999/Laatste notering 08-04-2000 | Parels in de Ultratop 50/100 - binnen: 16-10-1999/Laatste notering 08-04-2000 | Parels in de Ultratop 50/100 - binnen: 16-10-1999/Laatste notering 08-04-2000 | Parels in de Ultratop 50/100 - binnen: 16-10-1999/Laatste notering 08-04-2000 | Parels in de Ultratop 50/100 - binnen: 16-10-1999/Laatste notering 08-04-2000 | Parels in de Ultratop 50/100 - binnen: 16-10-1999/Laatste notering 08-04-2000 | Parels in de Ultratop 50/100 - binnen: 16-10-1999/Laatste notering 08-04-2000 | Parels in de Ultratop 50/100 - binnen: 16-10-1999/Laatste notering 08-04-2000 | Parels in de Ultratop 50/100 - binnen: 16-10-1999/Laatste notering 08-04-2000 | Parels in de Ultratop 50/100 - binnen: 16-10-1999/Laatste notering 08-04-2000 | Parels in de Ultratop 50/100 - binnen: 16-10-1999/Laatste notering 08-04-2000 | Parels in de Ultratop 50/100 - binnen: 16-10-1999/Laatste notering 08-04-2000 | Parels in de Ultratop 50/100 - binnen: 16-10-1999/Laatste notering 08-04-2000 | Parels in de Ultratop 50/100 - binnen: 16-10-1999/Laatste notering 08-04-2000 | Parels in de Ultratop 50/100 - binnen: 16-10-1999/Laatste notering 08-04-2000 | Parels in de Ultratop 50/100 - binnen: 16-10-1999/Laatste notering 08-04-2000 | Parels in de Ultratop 50/100 - binnen: 16-10-1999/Laatste notering 08-04-2000 | Parels in de Ultratop 50/100 - binnen: 16-10-1999/Laatste notering 08-04-2000 | Parels in de Ultratop 50/100 - binnen: 16-10-1999/Laatste notering 08-04-2000 | Parels in de Ultratop 50/100 - binnen: 16-10-1999/Laatste notering 08-04-2000 | Parels in de Ultratop 50/100 - binnen: 16-10-1999/Laatste notering 08-04-2000 | Parels in de Ultratop 50/100 - binnen: 16-10-1999/Laatste notering 08-04-2000 |
| Week                                                                          | 1                                                                             | 2                                                                             | 3                                                                             | 4                                                                             | 5                                                                             | 6                                                                             | 7                                                                             | 8                                                                             | 9                                                                             | 10                                                                            | 11                                                                            | 12                                                                            | 13                                                                            | 14                                                                            | 15                                                                            | 16                                                                            | 17                                                                            | 18                                                                            | 19                                                                            | 20                                                                            | 21                                                                            | 22                                                                            | 23                                                                            | 24                                                                            | 25                                                                            | 26                                                                            |                                                                               |
| ----------------------------------------------------------------------------- | ----------------------------------------------------------------------------- | ----------------------------------------------------------------------------- | ----------------------------------------------------------------------------- | ----------------------------------------------------------------------------- | ----------------------------------------------------------------------------- | ----------------------------------------------------------------------------- | ----------------------------------------------------------------------------- | ----------------------------------------------------------------------------- | ----------------------------------------------------------------------------- | ----------------------------------------------------------------------------- | ----------------------------------------------------------------------------- | ----------------------------------------------------------------------------- | ----------------------------------------------------------------------------- | ----------------------------------------------------------------------------- | ----------------------------------------------------------------------------- | ----------------------------------------------------------------------------- | ----------------------------------------------------------------------------- | ----------------------------------------------------------------------------- | ----------------------------------------------------------------------------- | ----------------------------------------------------------------------------- | ----------------------------------------------------------------------------- | ----------------------------------------------------------------------------- | ----------------------------------------------------------------------------- | ----------------------------------------------------------------------------- | ----------------------------------------------------------------------------- | ----------------------------------------------------------------------------- | ----------------------------------------------------------------------------- |
| Nummer                                                                        | 10                                                                            | 5                                                                             | 6                                                                             | 5                                                                             | 3                                                                             | 3                                                                             | 2                                                                             | 3                                                                             | 4                                                                             | 5                                                                             | 5                                                                             | 4                                                                             | 2                                                                             | 2                                                                             | 3                                                                             | 4                                                                             | 3                                                                             | 3                                                                             | 6                                                                             | 8                                                                             | 7                                                                             | 12                                                                            | 11                                                                            | 8                                                                             | 6                                                                             | 5                                                                             | uit                                                                           |

## Varia
- Parels is het enige (officiële) album dat vernoemd is naar een regulier nummer en niet naar een (hit)single.